# フェアフィールド郡 (サウスカロライナ州)
フェアフィールド郡（英: Fairfield County）は、アメリカ合衆国サウスカロライナ州の中央部北に位置する郡である。2010年国勢調査での人口は23,956人であり、2000年の23,454人から2.3%増加した。郡庁所在地はウィンズボロ市（人口3,550人）であり、同郡で人口最大の都市でもある。
フェアフィールド郡はコロンビア大都市圏に属している。

## 歴史

### 18世紀
1780年から1781年、イギリス軍がこの地域を占領していたときに、チャールズ・コーンウォリス将軍が「ここの野原（フィールド）はなんと素晴らしいのだ（フェア）」と言ったことから、郡名が付けられたとされている。占領中にコーンウォリス将軍が使っていた家は今も残っている。
アメリカ独立戦争の数年前、バージニアのリチャード・ウィンが後にフェアフィールド郡となった地域に入ってきた。その土地は現在のウィンズボロ市がある場所であり、1777年には既にウィンズボロと呼ばれていた（英語の綴りは異なる）。
この村が区画に分けられ、1785年にはリチャード・ウィン、ジョン・ウィン、ジョン・バンダーホーストの請願により勅許された。ジョンとリチャードおよびマイナー・ウィンはすべて独立戦争に従軍した。リチャードは将軍であり、サウスカロライナの如何なる愛国者よりも多くの戦闘に参加したと言われている。
フェアフィールド郡には多くの教会があり、その幾つかは200年以上の歴史がある。最も有名なのは1788年に建設されたオールド・ブリック教会であり、そこで1803年にアソシエート改革派長老派教会カロライナ支部が結成された。オールド・ブリック教会の壁に書き付けられた文章は、北軍兵がウィリアム・シャーマン将軍の軍隊のために、教会の床板を近くの川を渡す橋を造るために持ち出したことを後悔しているというものである。
18世紀半ばの初期開拓者は綿花栽培をもたらし、それが1920年代に土地の疲弊とワタミゾウムシ被害が広がって綿花栽培が止まるまで、主要作物であり続けた。

### 19世紀
1832年12月、ウィンズボロが町として法人化され、監督官と警官によって統治された。

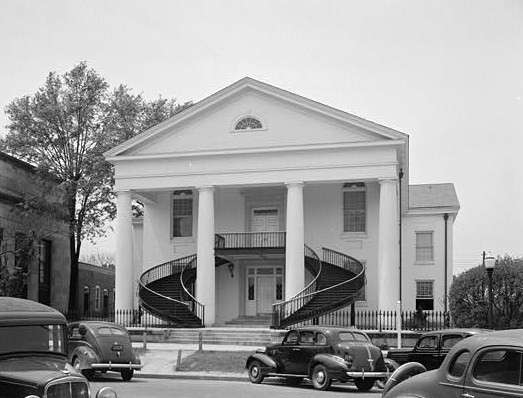
フェアフィールド郡庁舎

フェアフィールド郡で最も著名な建築物はウィンズボロ市にある時計台である。サウスカロライナ州議会はウィンズボロ市のマーケットハウスを建設した者達に、両側を30フィート (9 m) の荷車が通れるよう30フィートの幅を超えないことと指定した。この細長い建物はフィラデルフィア市のインデペンデンスホールを模したものであり、アヒル池の側に建てられた。1837年に時計が追加され、その時から時計台と呼ばれてきた。
郡庁舎は時計台の通り向かいにあり、1823年に遡る。サウスカロライナの建築家ロバート・ミルズが設計し、現在では18世紀半ばからの記録を収めている。
郡内に御影石があったことで、初期に石切場が発展した。「交易の絹」と呼ばれるウィンズボロの青御影石は世界中の建物や記念碑に使われている。

### 20世紀
郡内には1960年代にカロライナズ・バージニア管型原子炉が建設され、1984年からはバージル・C・サマー原子力発電所がある。郡は1975年からフェアフィールド郡空港を所有し運営している。

## 見どころ
郡内のウィンズボロ市にはサウスカロライナ鉄道博物館があり、またサムター国立の森のエノリー・レンジャー地区の一部がある。数多い鹿や野生のシチメンチョウがおり、狩猟者を引きよせている。またウォータリー湖州立レクリエーション地域もある。

## 地理
アメリカ合衆国国勢調査局に拠れば、郡域全面積は710平方マイル (1,838.9 km2)であり、このうち陸地687平方マイル (1,779.3 km2)、水域は23平方マイル (59.6 km2)で水域率は3.29%である。

## 人口動態
以下は2000年国勢調査による人口統計データである。
| 基礎データ - 人口: 23,454人 - 世帯数: 8,774 世帯 - 家族数: 6,387 家族 - 人口密度: 13人/km2（34人/mi2） - 住居数: 10,383軒 - 住居密度: 6軒/km2（15軒/mi2） 人種別人口構成 - 白人: 39.58% - アフリカン・アメリカン: 59.09% - ネイティブ・アメリカン: 0.15% - アジア人: 0.19% - その他の人種: 0.44% - 混血: 0.55% - ヒスパニック・ラテン系: 1.07% 年齢別人口構成 - 18歳未満: 26.1% - 18-24歳: 8.6% - 25-44歳: 27.8% - 45-64歳: 24.3% - 65歳以上: 13.2% - 年齢の中央値: 37歳 - 性比（女性100人あたり男性の人口） - 総人口: 90.9 - 18歳以上: 88.8 | 世帯と家族（対世帯数） - 18歳未満の子供がいる: 32.4% - 結婚・同居している夫婦: 47.9% - 未婚・離婚・死別女性が世帯主: 20.0% - 非家族世帯: 27.2% - 単身世帯: 24.4% - 65歳以上の老人1人暮らし: 9.4% - 平均構成人数 - 世帯: 2.63人 - 家族: 3.12人 収入と家計 - 収入の中央値 - 世帯: 30,376米ドル - 家族: 35,943米ドル - 性別 - 男性: 29,033米ドル - 女性: 21,197米ドル - 人口1人あたり収入: 14,911米ドル - 貧困線以下 - 対人口: 19.6% - 対家族数: 17.2% - 18歳未満: 24.7% - 65歳以上: 24.1% |

## 都市と町
| - ウィンズボロ - 郡庁所在地 - ブライスウッド - ジェンキンスビル - リッジウェイ | - ブラックストック - ブレア - バックリック - ミットフォード - ウィンズボロミルズ |